# Iterdlagssûp Qíngua
Iterdlagssûp Qíngua är en glaciär i Grönland (Kungariket Danmark).   Den ligger i kommunen Qaasuitsup, i den nordvästra delen av Grönland, 1 600 km nordväst om huvudstaden Nuuk. Iterdlagssûp Qíngua ligger 747 meter över havet.
Terrängen runt Iterdlagssûp Qíngua är huvudsakligen kuperad, men söderut är den bergig.  Trakten runt Iterdlagssûp Qíngua är nära nog obefolkad, med mindre än två invånare per kvadratkilometer. Det finns inga samhällen i närheten. Trakten runt Iterdlagssûp Qíngua är permanent täckt av is och snö.